# Haplophthalmus concordiae
Haplophthalmus concordiae är en kräftdjursart som beskrevs av Karl Wilhelm Verhoeff 1952. Haplophthalmus concordiae ingår i släktet Haplophthalmus och familjen Trichoniscidae. Inga underarter finns listade i Catalogue of Life.